# Uromyces anthyllidis
Uromyces anthyllidis är en svampart som först beskrevs av Robert Kaye Greville, och fick sitt nu gällande namn av Joseph Schröter 1875. Uromyces anthyllidis ingår i släktet Uromyces och familjen Pucciniaceae.   Inga underarter finns listade i Catalogue of Life.